# کواشیورکور

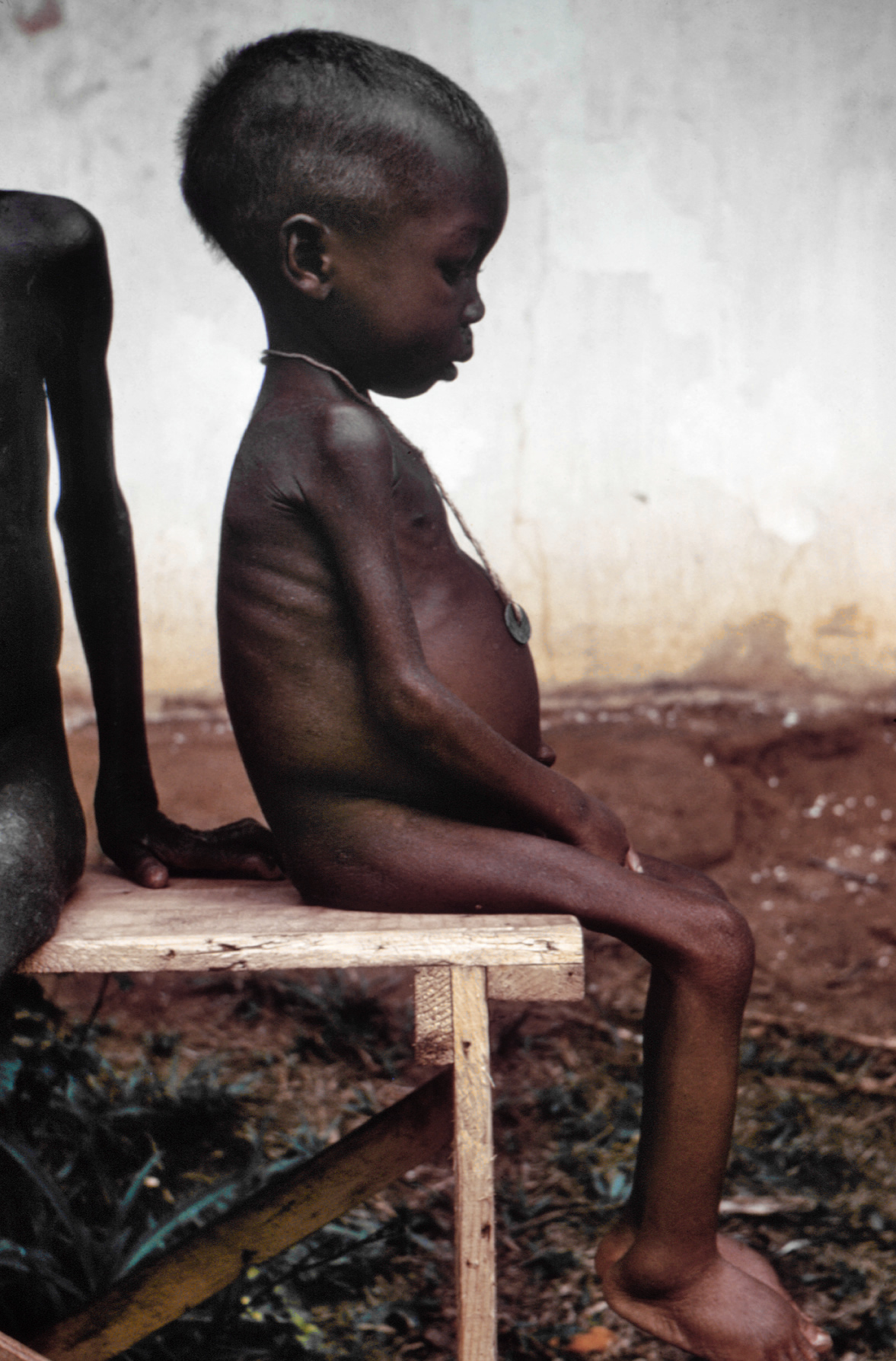
دختری مبتلا به کواشیورکور در نیجریه.

کواشیورکور (به انگلیسی: Kwashiorkor) یک نوع وخیم سوءتغذیهٔ حاصل از کمبود پروتئین است که در اطفال دیده می‌شود.
کواشیورکور با ورم، پوست ترک خورده و پوسته پوسته شده، بی‌اشتهایی، بزرگ شدن کبد، ضعف، التهاب و قرمز شدن پوست و موها همراه است. در گذشته گمان می‌رفت که علت این بیماری تنها کمبود پروتئین است؛ درحالی که تحقیقات اخیر نشان می‌دهند که کمبود ویتامین‌ها، آنتی‌اکسیدان‌ها و مواد معدنی محلول در خون چون آهن، پتاسیم و منیزیم نیز نقش مهمی در ابتلا به کواشیورکور دارند.
واژهٔ کواشیورکور یک اصطلاح غنایی به معنای وضعیت سلامتی کودکی است که به علت تولد فرزند دیگری به‌طور ناگهانی از شیر مادر محروم می‌شود. در واقع، شیر مادر دارای پروتئین و اسیدهای آمینه‌ای است که برای رشد کودک ضروری هستند. به همین دلیل، جایگزینی آن با رژیم غذایی غنی از نشاسته و کربوهیدرات‌ها و فقیر از نظر پروتئین موجب ابتلا به کواشیورکور می‌شود.

## همه‌گیرشناسی
این بیماری اغلب در کشورهای جهان سومی دیده می‌شود که در آن‌ها مردم دچار سوءتغذیه، قحطی و فقر هستند، و میزان آموزش پایین است. قارهٔ آفریقا (به خصوص نواحی استوایی و حاره‌ای)، هند، کره شمالی و آمریکای جنوبی از مناطقی هستند که در آن‌ها این بیماری یافت می‌شود.
در برخی از کشورهای آفریقایی، کواشیورکور علت مرگ‌ومیر ۳۰٪ کودکان زیر ۵ سال می‌باشد.

## علت بیماری
به نظر می‌رسد که کواشیورکور به دنبال کمبود پروتئین، انرژی، مواد معدنی و ویتامین بروز می‌کند. کمبود آهن، ویتامین ث، اسید فولیک، ید و سلنیوم، به خصوص برخی آنتی‌اکسیدان‌ها (از جمله ویتامین ای، آلبومین، برخی اسیدهای چرب اشباع‌نشده و گلوتاتیون)، در ابتلا به این بیماری نقش اساسی دارند.
کواشیورکور در کودکان بین ۱۸ ماه تا ۳ سال بروز می‌کند؛ و اغلب علت آن قطع ناگهانی شیر مادر و جایگزینی آن با رژیم غذایی نامناسبی است که برخلاف شیر مادر فاقد مواد لازم برای رشد و متابولیسم بدن کودک هستند. در کشورهایی که کواشیورکور شیوع دارد، اغلب شیر را با غذاهای غنی از نظر کربوهیدرات، همچون برنج، ذرت و غلات جایگزین می‌کنند.

## علایم
از علایم کلی کواشیورکور می‌توان موارد زیر را نام برد.
- ورم شکم و پاها. در واقع، تراکم آب در بافت‌ها به خصوص در قسمت‌های پایین بدن، موجب نرم و اسفنجی شدن آن‌ها می‌شود.
- آنمی و ضعف
- عدم رشد قد و وزن
- لاغری و بی‌اشتهایی
- استوماتیت، پوسته پوسته شدن و زخم شدن پوست، و التهاب و قرمزی آن
- کم‌پشت شدن و کم‌رنگ (قرمز) شدن موها
- بزرگ شدن کبد (هپاتومگالی)
- اسهال

کودکانی که به کواشیورکور مبتلا هستند اغلب توانایی تولید پادتن و مقابله با عفونت‌هایی دیگر چون سرخک، ذات‌الریه و … را نیز ندارند. در صورتی که بیماری درمان نشود، کودک دچار عقب‌ماندگی ذهنی نیز می‌شود و سرانجام جان می‌سپارد.

## جلوگیری و درمان
درمان کواشیورکور با استفاده از رژیم غذایی مناسب و حاوی مواد مورد نیاز بدن کودک انجام می‌گیرد. این مواد باید در ابتدا با میزان کم به کودک خورانده شوند، و رفته‌رفته بر مقدار آن‌ها افزوده گردد.
به‌طور معمول، علایم بیماری پس از درمان مناسب از بین می‌روند. با این وجود، اگر درمان دیر انجام گیرد، اگرچه سلامتی کلی کودک بهبود می‌یابد، ولی مشکلاتی چون رشد کم و لاغری، و همچنین عقب‌ماندگی ذهنی یا کندی باقی می‌مانند. در صورت تأخیر بیش از حد در درمان، مرگ غیرقابل پیشگیری می‌شود. آموزش و اطلاع‌رسانی والدین در رابطه با تغذیهٔ سالم از راه‌هایی است که موجب جلوگیری از ابتلای کودکان به کواشیورکور می‌شود.